# Дале, Йоханнес
Йоханнес Дале-Шевдал (норв. Johannes Dale-Skjevdal; род. 23 мая 1997, Лёренскуг, Акерсхус) — норвежский биатлонист, победитель этапов Кубка мира в эстафетной гонке. Выступает за клуб Fet Skiklubb.

## Спортивная карьера
Первые успехи на международной арене пришли к Йоханнесу Дале на чемпионате мира среди юниоров 2017 года, проходившем в словацком Осрблье. В эстафетной гонке юниоров (спортсмены до 21 года) команда Норвегии в составе с ним, Дагом Сандером Бьерндаленом, Александром Андерсеном и Синдре Петтерсеном заняла второе место, уступив лишь команде России. В личных гонках того первенства норвежец показал лишь 18-й и 22-й результат. Спустя год, на чемпионате мира среди юниоров-2018 в Отепя норвежская команда повторила свой результат в эстафете, а в гонке преследования Йоханнес завоевал бронзовую медаль.
В сезоне 2018/19 Дале победно дебютировал на Кубке IBU в Риднау, одержав викторию в спринте и преследовании. После этих успехов он сразу же делегирован на Кубок мира. Первая гонка Кубка мира состоялась для норвежского спортсмена в чешском Нове-Место 20 декабря 2018 года, где в спринтерской гонке он занял высокое 15 место. В этом сезоне он продолжил чередовать свои выступления на Кубке мира (лучший результат - 10 место в спринте в Солт-Лейк-Сити) и Кубке IBU (лучший результат - победа в спринте в Мартелл).
С сезона 2019/2020 на постоянной основе вошел в состав сборной Норвегии по биатлону и сумел победить со своими товарищами по команде в трех эстафетных гонках на Кубке Мира. А также в январе 2020 года в масс-старте в Оберхофе финишировал на лучшей для себя позиции в гонке Кубка мира - Йоханнес показал четвертый результат.
Вошёл в состав норвежской команды на чемпионат мира 2020 года, который будет проходил в Антерсельве в феврале. На чемпионате попал в 10-ку лучших в масс-старте и индивидуальной гонке, а также стал серебряным призёром в мужской эстафете.

## Выступления на чемпионатах мира

### Среди юниоров
| Год  | Место проведения | Возраст | Инд | Спр | Пр | Эст |
| ---- | ---------------- | ------- | --- | --- | -- | --- |
| 2017 | ЧМ Осрблье       | U21     | -   | 22  | 18 | 2   |
| 2018 | ЧМ Отепя         | U21     | 13  | 5   | 3  | 2   |

### На взрослом уровне
| Чемпионат мира            | Спринт | Гонка преследования | Индивидуальная гонка | Масс-старт | Эстафета | Смешанная эстафета | Сингл-микст |
| ------------------------- | ------ | ------------------- | -------------------- | ---------- | -------- | ------------------ | ----------- |
| 2020 Антхольц-Антерсельва | 23     | 17                  | 9                    | 8          | 2        | —                  | —           |
| 2021 Поклюка              | 4      | 11                  | 3                    | 2          | —        | —                  | —           |

## Статистика выступлений в Кубке мира

### Победы в личных гонках
| Сезон   | # | Дата            | Место      | Соревнование | Дисциплина |
| ------- | - | --------------- | ---------- | ------------ | ---------- |
| 2020/21 | 1 | 11 декабря 2020 | Хохфильцен | Кубок мира   | Спринт     |

### Карьера в Кубке мира
| Результат                     | Инд | Спр | Пр | МС | Всего | Эст | См | ОСЭ | Всего |
| ----------------------------- | --- | --- | -- | -- | ----- | --- | -- | --- | ----- |
| 1 место                       | 0   | 1   | 0  | 0  | 1     | 4   | 0  | 0   | 5     |
| 2 место                       | 0   | 1   | 1  | 1  | 3     | 5   | 1  | 0   | 9     |
| 3 место                       | 1   | 0   | 1  | 0  | 2     | 1   | 0  | 0   | 3     |
| По окончании сезона 2020/2021 |     |     |    |    |       |     |    |     |       |

| 2020/2021 Итоги | 2020/2021 Итоги | Контиолахти | Контиолахти | Контиолахти | Контиолахти | Контиолахти | Хохфильцен | Хохфильцен | Хохфильцен | Хохфильцен | Хохфильцен | Хохфильцен | Оберхоф | Оберхоф | Оберхоф | Оберхоф | Оберхоф | Оберхоф | Оберхоф | Антхольц | Антхольц | Антхольц | ЧМ Поклюка | ЧМ Поклюка | ЧМ Поклюка | ЧМ Поклюка | ЧМ Поклюка | ЧМ Поклюка | ЧМ Поклюка | Нове-Место | Нове-Место | Нове-Место | Нове-Место | Нове-Место | Нове-Место | Нове-Место | Холменколлен | Холменколлен | Холменколлен |
| --------------- | --------------- | ----------- | ----------- | ----------- | ----------- | ----------- | ---------- | ---------- | ---------- | ---------- | ---------- | ---------- | ------- | ------- | ------- | ------- | ------- | ------- | ------- | -------- | -------- | -------- | ---------- | ---------- | ---------- | ---------- | ---------- | ---------- | ---------- | ---------- | ---------- | ---------- | ---------- | ---------- | ---------- | ---------- | ------------ | ------------ | ------------ |
| Очков           | Место           | Инд         | Спр         | Спр         | Эст         | Пр          | Спр        | Эст        | Пр         | Спр        | Пр         | МС         | Спр     | Пр      | См      | ОСм     | Спр     | Эст     | МС      | Инд      | МС       | Эст      | См         | Спр        | Пр         | Инд        | ОСм        | Эст        | МС         | Эст        | Спр        | Пр         | Спр        | Пр         | См         | ОСм        | Спр          | Пр           | МС           |
| 843             | 5               | 23          | 13          | 7           | —           | 9           | 1          | 2          | 3          | 2          | 6          | 15         | 5       | 2       | 2       | —       | 5       | 2       | 16      | 27       | 9        | 2        | —          | 4          | 11         | 3          | —          | —          | 2          | 3          | 18         | 35         | 8          | 9          | —          | —          | 8            | 28           | 9            |

| 2019/2020 Итоги | 2019/2020 Итоги | Эстерсунд | Эстерсунд | Эстерсунд | Эстерсунд | Эстерсунд | Хохфильцен | Хохфильцен | Хохфильцен | Анси | Анси | Анси | Оберхоф | Оберхоф | Оберхоф | Рупольдинг | Рупольдинг | Рупольдинг | Поклюка | Поклюка | Поклюка | Поклюка | ЧМ Антхольц | ЧМ Антхольц | ЧМ Антхольц | ЧМ Антхольц | ЧМ Антхольц | ЧМ Антхольц | ЧМ Антхольц | Нове-Место | Нове-Место | Нове-Место | Контиолахти | Контиолахти | Контиолахти | Контиолахти | Холменколлен | Холменколлен | Холменколлен |
| Очков           | Место           | См        | Осм       | Спр       | Инд       | Эст       | Спр        | Пр         | Эст        | Спр  | Пр   | МС   | Спр     | Эст     | МС      | Спр        | Эст        | Пр         | Инд     | См      | Осм     | МС      | См          | Спр         | Пр          | Инд         | Осм         | Эст         | МС          | Спр        | Эст        | МС         | Спр         | Пр          | См          | Осм         | Спр          | Пр           | МС           |
| 576             | 9               | —         | —         | 7         | 36        | 1         | 12         | 15         | 1          | 6    | 12   | 6    | 9       | 1       | 4       | 27         | 2          | 9          | 5       | —       | —       | 7       | —           | 23          | 17          | 9           | —           | 2           | 8           | 9          | 1          | 6          | 86          | —           | отм         | отм         | отм          | отм          | отм          |

| 2018/2019 Итоги | 2018/2019 Итоги | Поклюка | Поклюка | Поклюка | Поклюка | Поклюка | Хохфильцен | Хохфильцен | Хохфильцен | Нове-Место | Нове-Место | Нове-Место | Оберхоф | Оберхоф | Оберхоф | Рупольдинг | Рупольдинг | Рупольдинг | Антхольц | Антхольц | Антхольц | Канмор | Канмор | Канмор | Солт-Лейк-Сити | Солт-Лейк-Сити | Солт-Лейк-Сити | Солт-Лейк-Сити | ЧМ Эстерсунд | ЧМ Эстерсунд | ЧМ Эстерсунд | ЧМ Эстерсунд | ЧМ Эстерсунд | ЧМ Эстерсунд | ЧМ Эстерсунд | Холменколлен | Холменколлен | Холменколлен |
| Очков           | Место           | ОСм     | См      | Инд     | Спр     | Пр      | Спр        | Пр         | Эст        | Спр        | Пр         | МС         | Спр     | Пр      | Эст     | Спр        | Эст        | МС         | Спр      | Пр       | МС       | Инд    | Эст    | МС     | Спр            | Пр             | ОСм            | См             | См           | Спр          | Пр           | Инд          | ОСм          | Эст          | МС           | Спр          | Пр           | МС           |
| 100             | 50              | —       | —       | —       | —       | —       | —          | —          | —          | 15         | 28         | —          | —       | —       | —       | —          | —          | —          | —        | —        | —        | 70     | отм    | отм    | 10             | 11             | —              | —              | —            | —            | —            | —            | —            | —            | —            | 63           | —            | —            |